# Liste der Baudenkmäler in Arnbruck

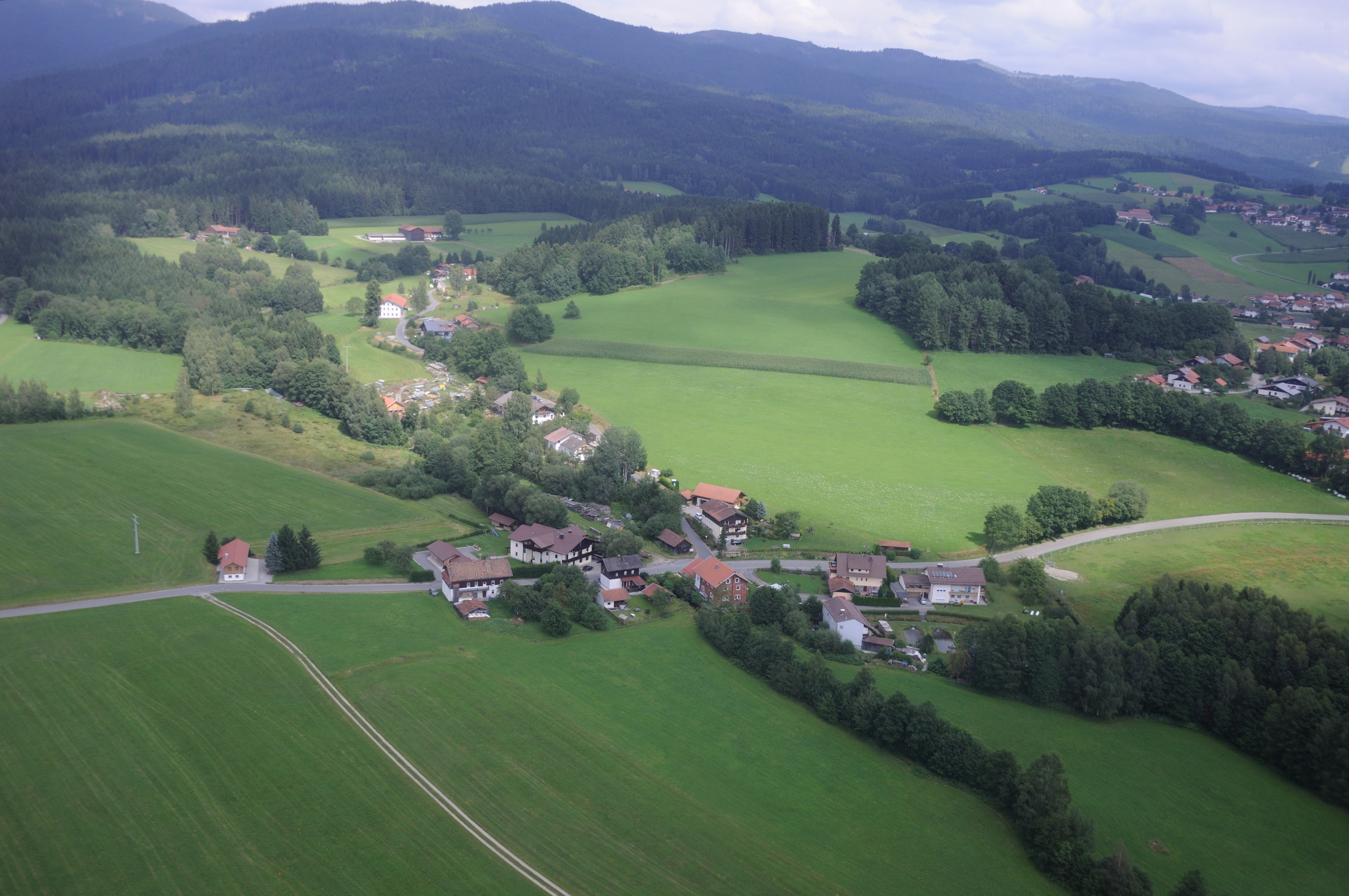
Blick auf den Ortsteil Trautmannsried

Auf dieser Seite sind die Baudenkmäler in der niederbayerischen Gemeinde Arnbruck zusammengestellt. Diese Tabelle ist eine Teilliste der Liste der Baudenkmäler in Bayern. Grundlage ist die Bayerische Denkmalliste, die auf Basis des Bayerischen Denkmalschutzgesetzes vom 1. Oktober 1973 erstmals erstellt wurde und seither durch das Bayerische Landesamt für Denkmalpflege geführt wird. Die folgenden Angaben ersetzen nicht die rechtsverbindliche Auskunft der Denkmalschutzbehörde.

## Baudenkmäler nach Ortsteilen

### Arnbruck
| Lage                                              | Objekt                                     | Beschreibung | Akten-Nr.              | Bild                  |
| ------------------------------------------------- | ------------------------------------------ | --- | ---------------------- | --------------------- |
| Ecker Straße 5 (Standort)                         | Bildstock                                  | Granitstele mit Bildnische, darüber gusseisernes Kruzifix, bezeichnet mit „1887“. | D-2-76-113-3 Wikidata  | BW                    |
| Ecker Straße 7 (Standort)                         | Ehemalige Sägmühle am Arnbach              | Wohnstallhaus, zweigeschossiger Flachsatteldachbau, Blockbau, zum Teil massiv, 1774/75; Sägegatter, Flachsatteldachbau, Blockbau über Bruchsteinsockel, 18./Anfang 19. Jahrhundert. | D-2-76-113-2 Wikidata  | BW                    |
| Graf-Arno-Straße 3 (Standort)                     | Ehemaliges Bauernhaus                      | Zweigeschossiger Flachsatteldachbau mit Kniestock, Obergeschoss verschindelter Blockbau, bezeichnet mit „1866“. | D-2-76-113-4 Wikidata  | Ehemaliges Bauernhaus |
| Kirchenstraße 13; Nähe Kirchenfeldweg (Standort)  | Katholische Pfarrkirche St. Bartholomäus   | Saalkirche mit Walmdach und eingezogenem, fünfseitig geschlossenem Chor und Flankenturm, Turm und Chor frühgotisch, Langhaus barock, 1905 verlängert; mit Ausstattung; Friedhofsmauer, Bruchstein, 18./19. Jahrhundert; Kriegerdenkmal für die Gefallenen des Krieges von 1870/71 sowie beider Weltkriege, Stele auf Stufenpostament mit Helmbekrönung, 1920er Jahre, später mit Gefallenennamen des II. Weltkriegs ergänzt. | D-2-76-113-1 Wikidata  | weitere Bilder        |
| Ochsenberg (Standort)                             | Kapellenbildstock, sogenanntes Mühlmarterl | Kleiner Rechteckbau mit rechteckiger Bildnische, erstes Viertel 19. Jahrhundert; unter modernem Dach; Gedenkkreuz, gusseisernes Kruzifix auf Granitsockel, 19. Jahrhundert. | D-2-76-113-18 Wikidata | BW                    |
| Scharebenstraße 37 (Standort)                     | Waldlerhaus                                | Eineinhalbgeschossiger Flachsatteldachbau, Blockbau, zweite Hälfte 18. Jahrhundert; aus der Ortsmitte hierher versetzt. | D-2-76-113-5 Wikidata  | BW                    |
| Waltersau 1 (Standort)                            | Ehemaliges Bauernhaus                      | Zweigeschossiger Flachsatteldachbau mit zwei Giebelschroten, Obergeschoss Blockbau, Mitte 19. Jahrhundert. | D-2-76-113-6 Wikidata  | BW                    |
| Wittelsbacher Straße 4 (Standort)                 | Wohnhaus                                   | Zweigeschossiger Flachsatteldachbau, Obergeschoss Blockbau, zum Teil verschindelt, erste Hälfte 19. Jahrhundert. | D-2-76-113-11 Wikidata | BW                    |
| Nähe Wittelsbacher Straße (Standort)              | Evangelisch-lutherische Kapelle St. Vitus  | Satteldachbau mit eingezogenem, dreiseitig geschlossenem Chor und Dachreiter, 1668; mit Ausstattung; Grabdenkmal, Ovalform mit Balkenkreuzbekrönung, Granit, erstes Viertel 20. Jahrhundert. | D-2-76-113-14 Wikidata | weitere Bilder        |
| Zellertalstraße 28 (Standort)                     | Nebengebäude eines Hakenhofes              | Blockbau-Obergeschoss über Stall aus Haustein, mit Halbwalmdach und verbretterten Lauben, zweites Viertel 19. Jahrhundert. | D-2-76-113-12 Wikidata | BW                    |
| Zellertalstraße 30 (Standort)                     | Einfirsthof                                | Zweigeschossiger Flachsatteldachbau mit Giebelschrot, Blockbau, zum Teil verputzt, nach Norden Stadel, erste Hälfte 19. Jahrhundert. | D-2-76-113-13 Wikidata | BW                    |
| Zellertalstraße 32; Zellertalstraße 30 (Standort) | Katholische Frauenkapelle                  | Saalkirche mit Steildach, dreiseitig geschlossen, Giebelreiter mit Zwiebelhaube, 1644; mit Ausstattung; Wegkapelle, kleiner Walmdachbau, dreiseitig geschlossen, 19. Jahrhundert; Kapellenbildstock, mit rechteckiger Bildnische, 19. Jahrhundert; zwei Gedenkkreuze, schlanke Granitstelen mit Zinnenabschluss und Gusseisenkruzifixen, bezeichnet mit „1876“ und „1896“.                                                   | D-2-76-113-15 Wikidata | weitere Bilder        |
| Zellertalstraße 32 (Standort)                     | Totenbretter des 19. und 20. Jahrhunderts  | Lange Reihe nördlich der Frauenkapelle | D-2-76-113-17 Wikidata | BW                    |

### Auhof
| Lage               | Objekt              | Beschreibung                                                                                         | Akten-Nr.              | Bild |
| ------------------ | ------------------- | --- | ---------------------- | ---- |
| Auhof 2 (Standort) | Kleiner Einfirsthof | Eingeschossiger Satteldachbau mit Giebelschrot, Kniestock Blockbau, Türgerüst bezeichnet mit „1892“. | D-2-76-113-20 Wikidata | BW   |

### Bach
| Lage              | Objekt                 | Beschreibung | Akten-Nr.              | Bild |
| ----------------- | ---------------------- | --- | ---------------------- | ---- |
| Bach 2 (Standort) | Ehemaliges Ausnahmhaus | Zweigeschossiger Flachsatteldachbau, nach Süden Stall und Stadel, Blockbau, zum Teil massiv, erstes Viertel 19. Jahrhundert. | D-2-76-113-22 Wikidata | BW   |
| Bach 7 (Standort) | Ehemaliges Ausnahmhaus | Zweigeschossiger Flachsatteldachbau, nach Norden Stall und Stadel, Blockbau, zum Teil massiv, 1925.                          | D-2-76-113-21 Wikidata | BW   |

### Baumgarten
| Lage                    | Objekt                                                | Beschreibung | Akten-Nr.              | Bild |
| ----------------------- | ----------------------------------------------------- | --- | ---------------------- | ---- |
| Baumgarten 3 (Standort) | Ehemaliges Bauernhaus, sogenanntes Schafferhanslhäusl | Zweigeschossiger Flachsatteldachbau, Obergeschoss Blockbau, nach Westen Stadel, zweites Viertel 19. Jahrhundert.                                               | D-2-76-113-26 Wikidata | BW   |
| Baumgarten 4 (Standort) | Ehemaliges Bauernhaus                                 | Zweigeschossiger Flachsatteldachbau mit Giebel- und Traufschrot, Obergeschoss Blockbau, nach Westen Stallstadel, zweites Viertel 19. Jahrhundert, Dach später. | D-2-76-113-27 Wikidata | BW   |

### Exenbach
| Lage                  | Objekt      | Beschreibung | Akten-Nr.              | Bild |
| --------------------- | ----------- | --- | ---------------------- | ---- |
| Exenbach 1 (Standort) | Ausnahmhaus | Zweigeschossiger Flachsatteldachbau mit Giebelschrot, Blockbau, Stallteil Bruchsteinmauerwerk, erste Hälfte 19. Jahrhundert. | D-2-76-113-28 Wikidata | BW   |

### Gutendorf
| Lage                    | Objekt                 | Beschreibung | Akten-Nr.              | Bild |
| ----------------------- | ---------------------- | --- | ---------------------- | ---- |
| Gutendorf 1 (Standort)  | Wohnstallhaus          | Zweigeschossiger Flachsatteldachbau, Traufschrot mit Zopfstangen, Blockbau, zum Teil massiv, nach Westen Stallteil, bezeichnet mit „1802“; Wassertrog, mit zwei Kammern, Granit mit Reliefierung, bezeichnet mit „1872“; Hofkapelle, kleiner Satteldachbau, halbrund geschlossen, wohl erste Hälfte 19. Jahrhundert. | D-2-76-113-29 Wikidata | BW   |
| Gutendorf 5 (Standort)  | Ehemaliges Ausnahmhaus | Waldlerhaustyp, zweigeschossiger Satteldachbau mit zwei Giebelschroten, Blockbau, zum Teil massiv, erste Hälfte 19. Jahrhundert. | D-2-76-113-30 Wikidata | BW   |
| Gutendorf 15 (Standort) | Ehemaliges Ausnahmhaus | Waldlerhaustyp, zweigeschossiger Flachsatteldachbau mit Giebel- und Traufschrot, Blockbau, zum Teil massiv, Anfang 19. Jahrhundert; 1999/2000 hierher transferiert. | D-2-76-113-31 Wikidata | BW   |

### Höbing
| Lage                | Objekt                    | Beschreibung                                                                                      | Akten-Nr.              | Bild |
| ------------------- | ------------------------- | ------------------------------------------------------------------------------------------------- | ---------------------- | ---- |
| Höbing 8 (Standort) | Wohnhaus eines Hakenhofes | Zweigeschossiger Flachsatteldachbau, Obergeschoss verschindelter Blockbau, bezeichnet mit „1919“. | D-2-76-113-51 Wikidata | BW   |

### Hötzelsried
| Lage                          | Objekt                            | Beschreibung | Akten-Nr.              | Bild |
| ----------------------------- | --------------------------------- | --- | ---------------------- | ---- |
| Hötzelsried 2, 2 a (Standort) | Wohnstallhaus eines Dreiseithofes | Zweigeschossiger Satteldachbau, Obergeschoss Blockbau, nach Norden Stall und Traidboden, 1846; Stadel, Satteldachbau, Holzständerwerk mit Verbretterung, gleichzeitig. | D-2-76-113-32 Wikidata | BW   |
| Hötzelsried 16 (Standort)     | Wohnstallhaus                     | Eineinhalbgeschossiger Flachsatteldachbau mit Trauf- und Giebelschrot, nach Norden Stall, Blockbau, z. T. massiv, um 1840; Stadel, Flachsatteldachbau, Holzständerwerk mit Verbretterung, zweite Hälfte 19. Jahrhundert; Backhaus, kleiner Satteldachbau, Bruchstein, bezeichnet mit „1841“. | D-2-76-113-59 Wikidata | BW   |
| In Hötzelsried (Standort)     | Bildstock                         | Granitstele mit ädikulaartiger Laterne und Gusseisenkruzifix, bezeichnet mit „1890“. | D-2-76-113-34 Wikidata | BW   |
| Unterer Berg (Standort)       | Bildstockgruppe                   | Ädikulaförmiger Kapellenbildstock auf Postament, neugotisch, zweite Hälfte 19. Jahrhundert, Bildstock in Obeliskform, zweite Hälfte 19. Jahrhundert, Bildstock als quaderartige Stele mit Bildnische und Kugelbekrönung, bezeichnet mit „1846“.                                              | D-2-76-113-35 Wikidata | BW   |

### Niederndorf
| Lage                        | Objekt                                       | Beschreibung | Akten-Nr.              | Bild |
| --------------------------- | -------------------------------------------- | --- | ---------------------- | ---- |
| Niederndorf 4, 6 (Standort) | Traidkasten eines Dreiseithofes              | Flachsatteldachbau mit Giebelschrot, Sockel massiv, erste Hälfte 19. Jahrhundert. | D-2-76-113-37 Wikidata | BW   |
| Niederndorf 8 (Standort)    | Wohnstallhaus eines ehemaligen Vierseithofes | Zweigeschossiger Flachsatteldachbau, Obergeschoss Blockbau, nach Norden Stall, erstes Viertel 19. Jahrhundert; Traidkasten, zweigeschossiger Flachsatteldachbau, geständerter Blockbau, gleichzeitig. | D-2-76-113-38 Wikidata | BW   |
| In Niederndorf (Standort)   | Ortskapelle                                  | Walmdachbau mit Dachreiter, bezeichnet mit „1751“; mit Ausstattung. | D-2-76-113-36 Wikidata | BW   |

### Rappendorf
| Lage                    | Objekt      | Beschreibung | Akten-Nr.              | Bild |
| ----------------------- | ----------- | --- | ---------------------- | ---- |
| Rappendorf 8 (Standort) | Ausnahmhaus | Eingeschossiger Satteldachbau mit Kniestock, Blockbau, Sockelgeschoss Bruch- und Backstein, Mitte 19. Jahrhundert, Dach später. | D-2-76-113-41 Wikidata | BW   |

### Schedlhof
| Lage                                                 | Objekt                          | Beschreibung | Akten-Nr.              | Bild |
| ---------------------------------------------------- | ------------------------------- | --- | ---------------------- | ---- |
| Schedlhof 1 (Standort)                               | Traidkasten eines Dreiseithofes | Ehemals geständerter, zweigeschossiger Blockbau mit flach geneigtem Satteldach, Trauf- und verschalten Giebelschroten, erstes Viertel 19. Jahrhundert. | D-2-76-113-44 Wikidata | BW   |
| Schedlhof 2 (Standort)                               | Ehemaliger Einfirsthof          | Zweigeschossiger Flachsatteldachbau mit Trauf- und Giebelschrot, nach Westen Stallstadel, Blockbau, zum Teil massiv, zweite Hälfte 18. Jahrhundert.    | D-2-76-113-45 Wikidata | BW   |
| Schedelberg; von Exenbach nach Schedelhof (Standort) | Bildstock                       | Stelenartige Form mit halbrundem Abschluss und Gusseisenkruzifix, bezeichnet mit „1858“.                                                               | D-2-76-113-46 Wikidata | BW   |

### Sindorf
| Lage                  | Objekt        | Beschreibung                                                                            | Akten-Nr.              | Bild |
| --------------------- | ------------- | --------------------------------------------------------------------------------------- | ---------------------- | ---- |
| In Sindorf (Standort) | Privatkapelle | Kleiner Walmdachbau mit Dachüberstand und Dachreiter, 19. Jahrhundert; mit Ausstattung. | D-2-76-113-47 Wikidata | BW   |

### Thalersdorf
| Lage                                      | Objekt                             | Beschreibung | Akten-Nr.              | Bild                     |
| ----------------------------------------- | ---------------------------------- | --- | ---------------------- | ------------------------ |
| Thalersdorf 27 (Standort)                 | Zugehörig geständerter Traidkasten | Geständerter Blockbau mit Flachsatteldach, wohl 18. Jahrhundert. | D-2-76-113-49 Wikidata | BW                       |
| Thalersdorf 33 (Standort)                 | Ehemalige Mühle                    | Stattlicher zweigeschossiger Blockbau, zum Teil verschindelt, Sockelgeschoss massiv, zweite Hälfte 18. Jahrhundert.                                                                  | D-2-76-113-50 Wikidata | BW                       |
| Im Hochfeld (Standort)                    | Kriegergedächtniskapelle           | Satteldachbau aus Quadermauerwerk, Giebelreiter mit Zwiebelhaube, um 1920; mit Ausstattung; Bildstock, Granitstele mit Bildnische und Kreuzbekrönung, zweite Hälfte 19. Jahrhundert. | D-2-76-113-52 Wikidata | Kriegergedächtniskapelle |
| Hochfeld; St 2132; im Hochfeld (Standort) | Bildstock                          | Mit halbrunder Bildnische, Granit, 19. Jahrhundert; sogenannter Häuslweg-Kreuzweg, vierzehn Granitstelen mit oberen Bildnischen, gleichzeitig.                                       | D-2-76-113-48 Wikidata | weitere Bilder           |

### Trautmannsried
| Lage                        | Objekt                 | Beschreibung | Akten-Nr.              | Bild |
| --------------------------- | ---------------------- | --- | ---------------------- | ---- |
| Trautmannsried 4 (Standort) | Ehemaliges Ausnahmhaus | Waldlertyp, eineinhalbgeschossiger Flachsatteldachbau mit Giebel- und Traufschrot, Oberteil Blockbau, zweite Hälfte 18. Jahrhundert. | D-2-76-113-56 Wikidata | BW   |

### Weidenhof
| Lage                       | Objekt                 | Beschreibung                                                                                                  | Akten-Nr.              | Bild |
| -------------------------- | ---------------------- | --- | ---------------------- | ---- |
| Weidenhof 1 (Standort)     | Hofkapelle             | Walmdachbau mit Dachreiter, halbrund geschlossen, 18. Jahrhundert; mit Ausstattung.                           | D-2-76-113-55 Wikidata | BW   |
| Weidenhof 1 1/2 (Standort) | Ehemaliges Ausnahmhaus | Zweigeschossiger Flachsatteldachbau mit Giebelschrot, Obergeschoss Blockbau, zweites Viertel 19. Jahrhundert. | D-2-76-113-54 Wikidata | BW   |

### Keinem Gemeindeteil zugeordnet
| Lage                          | Objekt                                                             | Beschreibung | Akten-Nr.     | Bild                                                               |
| ----------------------------- | ------------------------------------------------------------------ | --- | ------------- | ------------------------------------------------------------------ |
| Großer Riedelstein (Standort) | Denkmal für den Heimatdichter Maximilian Schmidt, gen. Waldschmidt | schlanker Turm über quadratischem Grundriss mit Pyramidendach und Kugelbekrönung, Bruchstein, 1909 von Georg von Hauberrisser, Inschrifttafel 1974 erneuert | D-2-76-113-58 | Denkmal für den Heimatdichter Maximilian Schmidt, gen. Waldschmidt |

## Ehemalige Baudenkmäler
In diesem Abschnitt sind Objekte aufgeführt, die früher einmal in der Denkmalliste eingetragen waren, jetzt aber nicht mehr. Objekte, die in anderem Zusammenhang also z. B. als Teil eines Baudenkmals weiter eingetragen sind, sollen hier nicht aufgeführt werden. Aktennummern in diesem Abschnitt sind ehemalige, jetzt nicht mehr gültige Aktennummern.

| Lage                               | Objekt        | Beschreibung                                                                                                   | Akten-Nr.              | Bild |
| ---------------------------------- | ------------- | --- | ---------------------- | ---- |
| Rappendorf Rappendorf 3 (Standort) | Wohnstallhaus | Zweigeschossiger Flachsatteldachbau mit Giebelschroten, Obergeschoss Blockbau, erstes Viertel 19. Jahrhundert. | D-2-76-113-39 Wikidata | BW   |

## Abgegangene Baudenkmäler
In diesem Abschnitt sind Objekte aufgeführt, die früher einmal in der Denkmalliste eingetragen waren, jetzt aber nicht mehr existieren, z. B. weil sie abgebrochen wurden. Aktennummern in diesem Abschnitt sind ehemalige, jetzt nicht mehr gültige Aktennummern.

| Lage                            | Objekt          | Beschreibung                                                                   | Akten-Nr.             | Bild |
| ------------------------------- | --------------- | ------------------------------------------------------------------------------ | --------------------- | ---- |
| Arnbruck Waltersau 7 (Standort) | Kleinbauernhaus | Zweigeschossiger Blockbau, teilweise verschindelt, nach Mitte 19. Jahrhundert. | D-2-76-113-9 Wikidata | BW   |